# 忠犬小八
《忠犬小八》（英語：Hachi: A Dog's Tale）是一部2009年的美製電影，故事改编自日本1923－1935年间，以东京澀谷車站为主要发生地的真實事件忠犬八公。也是对1987年相同故事的日本电影的一个美国翻拍版。
美国首映是在2009年6月13日的西雅图国际电影节上，2009年8月8日国外首映在故事发生地的日本。本片并没有在美国影院上映，不过根据票房网站（Box Office Mojo）的数据显示，本片截止2010年6月在美国以外的各地收获了4500万美元。
中国大陆和国际的一些电影评分网站（IMDB）的数据显示，观众们对该片的评价极高。

## 角色
- 李察·吉爾 飾 Parker Wilson，教授（日語配音：北大路欣也）
- 瓊·愛倫 飾 Cate Wilson，教授的妻子（日語配音：真矢美季）
- 田川洋行（Cary-Hiroyuki Tagawa） 飾 Ken Fujiyoshi（日語配音：紺野相龍）
- 萨拉·罗默尔（Sarah Roemer） 飾 Andy Wilson，教授的女儿（日語配音：高島彩）
- 傑森·亞歷山大（Jason Alexander） 飾 Carl Boilins（日語配音：多田野曜平）
- 艾瑞克·阿瓦利（Erick Avari） 飾 Jasjeet，小贩（日語配音：永田博丈）
- Davenia McFadden 飾 Mary Anne（日語配音：柴田理恵）
- Kevin DeCoste 飾 Ronnie（日語配音：新井海人）
- Tora Hallstrom 飾 Heather
- Robbie Sublett 飾 Michael（日語配音：山口史人）
- 周育成 飾 口多狗
- 由三隻名字分别叫Chico、Layla及Forrest的秋田犬分别扮演不同年龄时期的Hachiko（英语：Hachikō）。